# Niedersonthofen

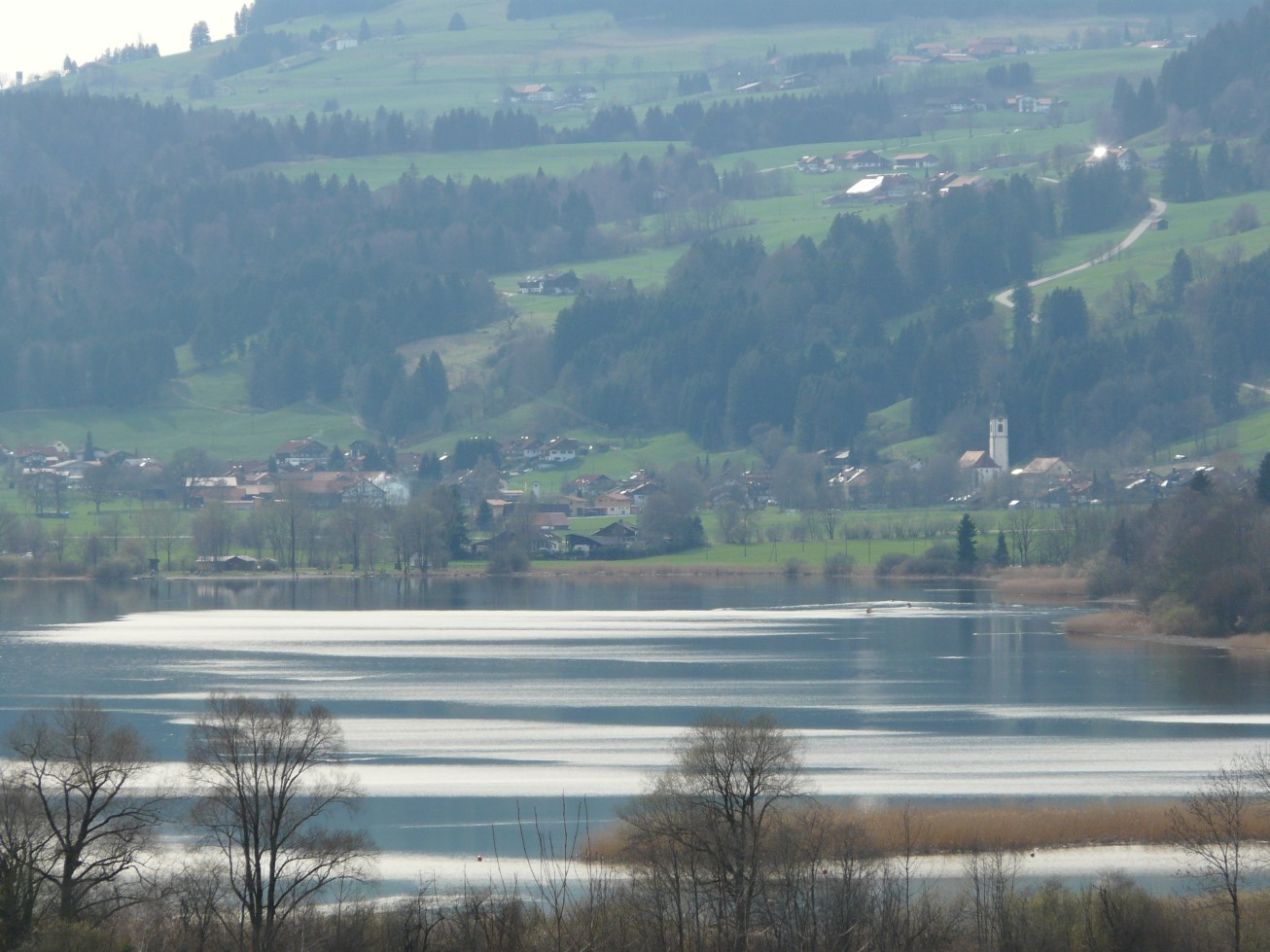
Blick auf Niedersonthofen, im Vordergrund der Niedersonthofener See

Niedersonthofen ist ein Gemeindeteil der Gemeinde Waltenhofen im Landkreis Oberallgäu (Schwaben, Bayern). Das Pfarrdorf hat etwa 900 Einwohner.

## Lage
Niedersonthofen liegt in einer voralpinen Hügellandschaft etwa 15 km südlich von Kempten im Bayerischen Alpenvorland. Das Gemeindegebiet hat Anteil am Westufer des Niedersonthofener Sees.
Zur Gemarkung Niedersonthofen gehören die Dörfer Linsen, Stoffels, Rieggis, Märis, Hof und Gopprechts.

## Geschichte
Niedersonthofen gehörte von 1243 bis 1804 zur reichsunmittelbaren Grafschaft Königsegg-Rothenfels und war eher zu deren Residenzstadt Immenstadt orientiert, im Gegensatz zu Waltenhofen, das dem Fürststift Kempten angehörte.
Zum 1. Januar 1976 erfolgte die Eingemeindung nach Waltenhofen.

## Katholische Kirche St. Alexander und Georg

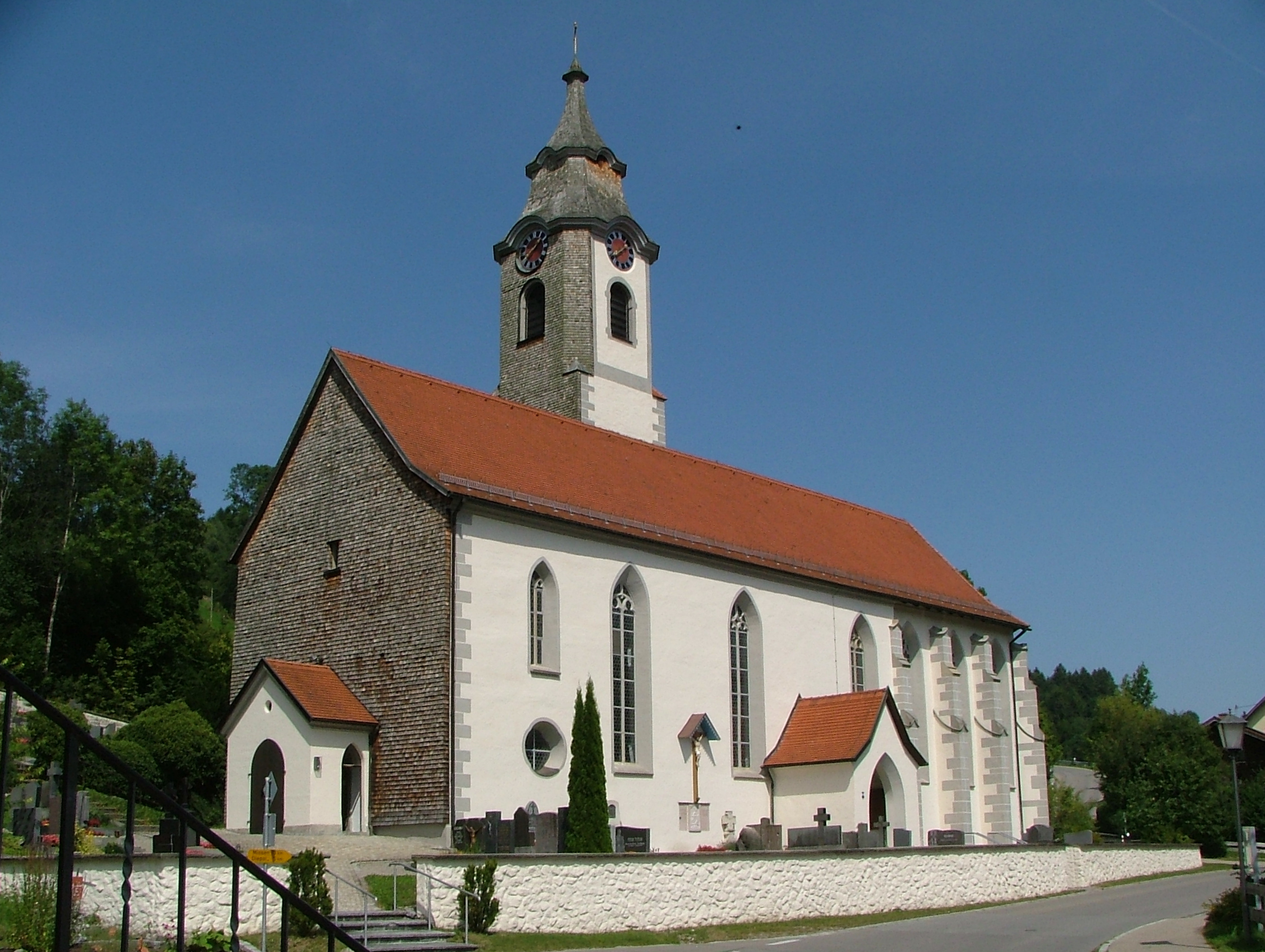
St. Alexander und Georg in Niedersonthofen

Im Ort liegt die im spätgotischen Baustil errichtete katholische Kirche St. Alexander und Georg. Von der gotischen Erstausstattung erhalten ist der Taufstein mit  Jahreszahl 1475. Der Chor mit spätgotischen Netzrippen hat eine Deckenbemalung aus der Barockzeit („Die himmlische Glorie“). An der rechten Wand der Kirche ist ein gotisches Wandfresko, vermutlich aus dem beginnenden 16. Jahrhundert, erhalten, welches „Das Jüngste Gericht“ zeigt. Der Hochaltar wurde im Jahr 1694 errichtet. Dessen Kreuzigungsgruppe wurde 1790 von Johann Richard Eberhard geschaffen.

## Niedersonthofener See

Blick auf Niedersonthofen vom See aus, im Hintergrund der Stoffelberg

Niedersonthofen liegt am Niedersonthofener See und bildet mit den weiteren am See gelegenen Orten Waltenhofen, Martinszell und Memhölz das „Erholungsgebiet Niedersonthofener See“. Der See war in alter Zeit wesentlich größer; die erst 1952 wiederentdeckte Burg Niedersonthofen war daher als Wasserburg angelegt.

## Linsen
In dem kleinen zu Niedersonthofen gehörigen Dorf Linsen liegt eine aufgelassene Burg (Burgstall Linsen). Diese fand 1319 erstmals Erwähnung. Am noch erhaltenen Burghügel befindet sich eine Gedenktafel.
Die unweit davon gelegene Kapelle St. Nikolaus und Magdalena wurde im 14. Jahrhundert erbaut.

## Persönlichkeiten
- Georg Schädler (* 10. Juni 1887 in Gopprechts, damals zu Niedersonthofen; † 14. Februar 1971 in Niedersonthofen), Politiker (NSDAP), Landtags- und Reichstagsabgeordneter
- Adi Sprinkart (* 6. Mai 1953 in Niedersonthofen; † 3. Mai 2013 in Waltenhofen), Politiker (Bündnis 90/Die Grünen), Kreis- und Landtagsabgeordneter

## Sonstiges

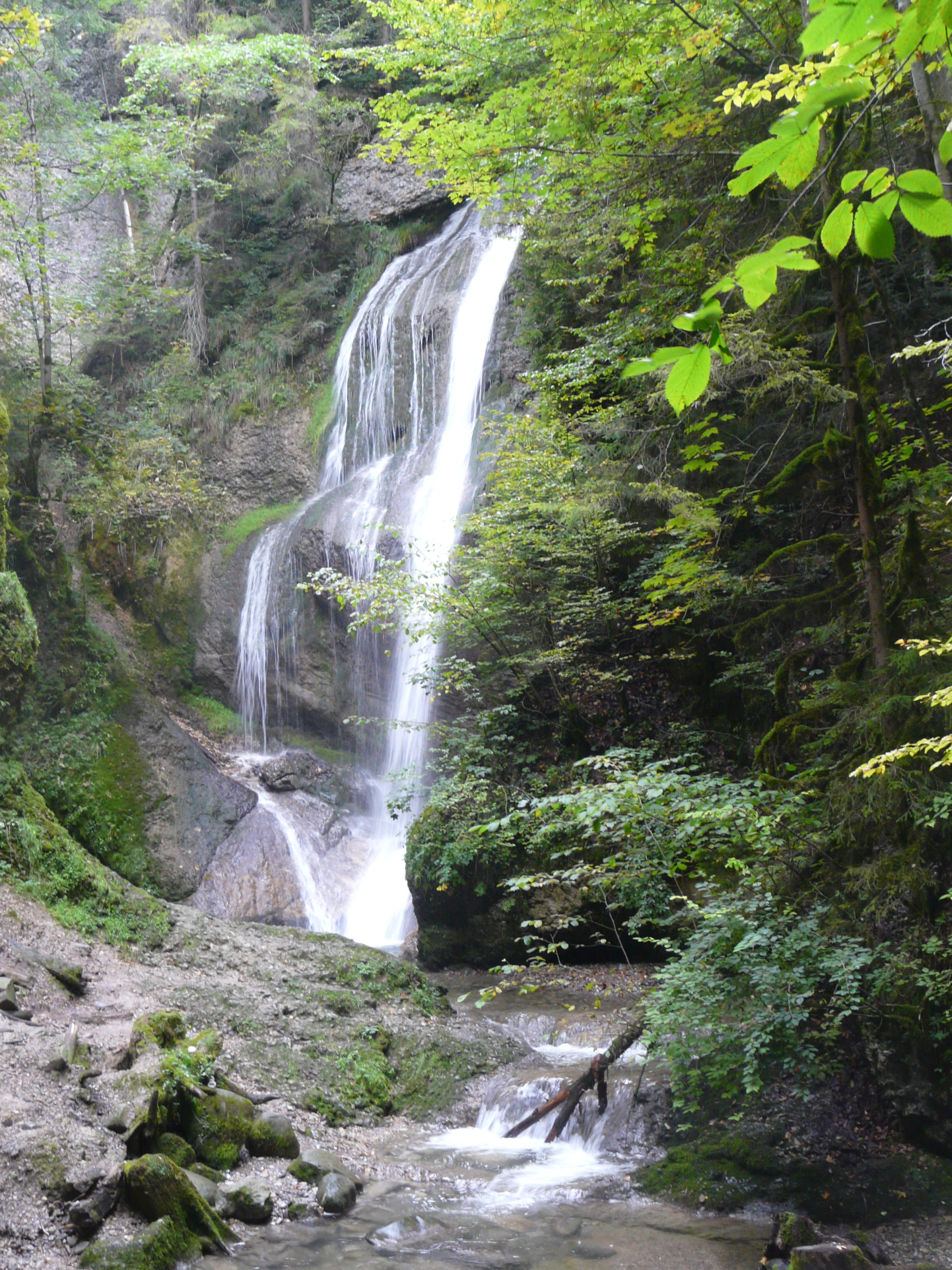
Niedersonthofener Wasserfall

Von Niedersonthofen aus gelangt man in etwa 30-minütiger Wanderung den Schrattenbach entlang zum Niedersonthofener Wasserfall, wo der Bach malerisch über Nagelfluhfelsen in die Tiefe stürzt. 
In Niedersonthofen steht eine etwa 170 Jahre alter Walnussbaum, mit einem Umfang von etwa 4,80 m (2013), die zu den Walnussgewächsen gehört und zu den dicksten Nussbäumen Deutschlands zählt.